# ناثانيل كورير
ناثانيل كورير (بالإنجليزية: Nathaniel Currier)‏ هو مصمم ليثوغراف أمريكي، ولد في 27 مارس 1813 في Roxbury, Boston ‏ في الولايات المتحدة، وتوفي في 20 نوفمبر 1888 في أميسبوري في الولايات المتحدة.

## وصلات خارجية
- ناثانيل كورير على موقع الموسوعة البريطانية (الإنجليزية)